# معهد إندربراسثا لتكنولوجيا المعلومات
معهد اندربراستا لتكنولوجيا المعلومات:(بالهندية:इंद्रप्रस्थ सूचना प्रौद्योगिकी संस्थान दिल्ली)هو جامعة مستقلة بالهند.

## التاريخ
أطلق معهد Indraprastha تقنية المعلومات (IIIT-D) في مكتبة NIST وتحولت إلى الحرم الجامعي الدائم في Okhla المرحلة الثالثة، نيو دلهي في الهند في عام 2012. لديها 25 فدانا من الأراضي. هو مساحة البناء 30,000 متر سكوير. أنها تركز على البحوث الجامعية وجامعة البحوث الجامعية.

## الأكاديميين
IIITD تقدم ثلاثة برامج: -
1. الجامعية B. الفنية -
هندسة الكمبيوتر.
هندسة الاتصالات والالكترونيات.
2. وبعد تخرجه M. التقنية -
هندسة الكمبيوتر مع التخصص في مجال أمن المعلومات، والبيانات الهندسية والحوسبة المتنقلة مع.
M. التقنية في هندسة الاتصالات والالكترونيات مع التخصص في VLSI والأنظمة المدمجة، ومعالجة الإشارات والاتصالات.
M. التقنية في المعلوماتية الحيوية (CB)
3. دكتوراه
دكتوراه في الهندسة علوم الحاسوب
الدكتوراه في هندسة الالكترونيات والاتصالات
دكتوراه في المعلوماتية الحيوية (CB)

## وزارة
قسم هندسة الكمبيوتر
قسم الهندسة الكهربائية والاتصالات
قسم الرياضيات
العلوم الإنسانية والعلوم قسم العلوم الاجتماعية
وزارة العلوم

## المرافق الرئيسية
مرافق الفندق
مكتبة
مختبرات
الوصول إلى الإنترنت
مركز الحاسوب
الخدمة الطبية
منشآت رياضية
مقصف

## الرتبة
في المرتبة IIIT-دلهي في الهند بين 9 كليات الهندسة في مسح 2014par Aglasem.

## الأندية
غرفة الطعام في الطابق الأول في مبنى منفصل. في الطابق الثاني من المبنى يحتوي على مركز الترفيه، وغرفة الموسيقى وصالة ألعاب رياضية. IIIT- دلهي لديها العديد من الأندية لتلبية الترفيه طالب. كناد المجتمع ونادي الرقص، وبناء النادي، نادي الأخلاقية التقطيع، ونادي السينما والموسيقى النادي، الروبوتات النادي، النادي الرياضي، نادي مسابقة، تصميم وتطوير الموقع، وخلية الأندية التراث دلهي، والنوادي الأدبية، الخ

## مكتبة ومختبرات
IIITD إلى المكتبة في الطابق الأول من مبنى منفصل يعمل آليا مع RFID ونظام الأمن EM. هناك العديد من المختبرات في الطابق الثاني من المبنى للطلاب.

## بلوك الأكاديمية
مكتب المدير والإدارة والمالية مكتب، قاعة المؤتمرات، قاعة اجتماعات، وغرفة لمناقشة رسمية، وتبادل الأفكار هو غرفة في كتلة الإداري. سعت غرف M. التقنية والدكتوراه في كلية والجناح.

## أعضاء هيئة التدريس بدوام كامل والبحوث
IIT-D لديه هيئة التدريس بدوام كامل للبرامج التعليمية والبحثية الحوسبة، وأمن المعلومات، وتحليل بيانات الإنترنت من الخصوصية، وتحليل الصور، والحوسبة النقالة وانتشارا، والهندسة المعمارية والأجهزة ذات الصلة الانضباط هندسة البرمجيات قوي جدا تعمل فقط تختلف على نطاق واسع. وكان في الكلية في الهند، والتي لديها خيار الدراسات العليا الدكتوراه.

## البحث
وترد IIT-دلهي تتركز في المناطق والمجالات البحثية معينة في هذا المجال من الأداء البحثي وموظفي البحوث. وقد ركزت المجال وما إلى ذلك من القياسات الحيوية، والهاتف المحمول منخفضة التكلفة، والاحتيال الكمبيوتر والجرائم الإلكترونية، جودة البرمجيات، أبحاث البرمجيات، وتصميم نظام الكمبيوتر، تصميم الأجهزة والتحسين، والناشئة نانو -technology وبعض الأعمال على المنطقة كمجال لل البحث.